# Mułowcowate
Mułowcowate, żółwie piżmowe, żółwie mułowe (Kinosternidae) – rodzina gadów z podrzędu żółwi skrytoszyjnych. Ich cechą charakterystyczną jest wydawanie swoistego zapachu produkowanego przez mocno rozwinięte gruczoły wonne. Rodzina ta obejmuje w zależności od przyjmowanej klasyfikacji 2 lub 4 rodzaje. Niektóre gatunki z tej rodziny należą do najmniejszych żółwi na świecie.

## Charakterystyka
OpisMają znakomity węch potrzebny im do wyszukiwania rozkładających się ciał na dnie zbiorników wodnych. Palce tylnych kończyn spięte błonami pławnymi.
Członkowie tej rodziny mają wiele cech wspólnych ze skorpuchowatymi.
- karapaks nie jest bezpośrednio połączony z plastronem, a rozdziela je rząd małych tarczek
- prowadzą półwodny tryb życia zagrzebane w mule dennym rzek i jezior

Niektóre gatunki mają ruchomo połączone przednią i tylną część plastronu. U innych na karapaksie występuje 1–3 wzdłużnych rzędów wysokich rogowych guzów.
RozmiaryKarapaks od 10 do ponad 30 cm długości (maksymalnie 40,2 cm u samicy Staurotypus triporcatus).

## Ekologia
BiotopPółwodny, zagrzebane w mule dennym rzek i jezior.
PokarmRozkładająca się padlina wodnych zwierząt: ryb, raków, ślimaków, robaków.
RozmnażanieSamce na wewnętrznej powierzchni ud mają rogowe guzy powstałe z mocno powiększonych rogowych tarczek. Służą do przytrzymywania samicy w czasie kopulacji.

## Występowanie
Ameryka Północna i Południowa – od południowo-wschodniej Kanady po północną Argentynę.

## Podział systematyczny
Do rodziny należą następujące podrodziny: 
- Kinosterninae Agassiz, 1857
- Staurotypinae J.E. Gray, 1869

Podrodzina Staurotypinae czasami traktowana jest jako rodzina Staurotypidae – krzyżopiersiowate.